# Ptakh Jung
Ptakh_Jung – ukraiński duet wykonujący muzykę elektroniczną będącą połączeniem wielu gatunków, w tym muzyki neoklasycznej, noise, ambient czy grunge. Większa części twórczości grupy stanowi muzykę do filmów ukraińskiego kina.

## Historia
W 2014 Antona Djegtariow (ps. Ptakh) pracował jako asystent produkcji przy nagraniu dla zespołu Veranda, podczas którego pomógł stworzyć piosenkę „Volodya”. Podczas pracy z zespołem Anton zaprzyjaźnił się ze współzałożycielem grupy Andrijem Nedoborem i dołączył do zespołu jako klawiszowiec. Tam poznał Wołodymyra Babuszkina (ps. Jung), który pełnił rolę giatrzysty. Po pewnym czasie grupa w końcu zawiesiła swoją działalność, a członkowie szukali innych kierunków. Anton zaczął pracować nad własną muzyką elektroniczną, a Wołodymyr nad gitarowymi nagraniami. W tym czasie oboje zaczęli się bardziej przyjaźnić, a w 2016 wspólnie założyli zespół Ptakh_Jung.
Podczas ukraińskiego festiwalu filmowego „Ciche noce” w 2018 duet zaprezentował nowoczesną oryginalną ścieżkę dźwiękową do odrestaurowanego filmu Człowiek-małpa z 1930.
Duet zagrał na żywo podczas występu pisarza Myheda Pawłowicza, który do ich muzyki odczytał swoją książkę Мороки. Stworzyli także muzykę do filmu dokumentalnego Obiekt polskiej reżyserki Pauliny Skibińskiej, który zdobył specjalną nagrodę jury na Sundance Film Festival.
W 2018 zespół wypuścił swój pierwszy minialbum zatytułowany Black Period.

## Twórczość

### Ścieżka dźwiękowa
- Obiekt (2015, reż. Paulina Skibińska,)
- Намір (2016, reż. Anna Smoli)
- Невидима (2017, reż. Maksym Wasiljewicz)
- Człowiek z kamerą (1929, reż. Dziga Wiertow)
- Niewidzialny batalion (2017, reż. Alina Gorlowa)
- Явних проявів немає (2018, reż. Alina Gorlowa)
- Człowiek-małpa (1930, reż. W.S. Van Dyke)
- Дніпро в бетоні (1930, reż. Arnold Kordjum)[6]
- Monos (2019, reż, Alejandro Landes)[7]

### Minialbumy
- Black Period (2019)